# Семен Біруля
Семен Біруля, або Мадський Біруля  (Бірута), або (?—?) — козацький ватажок (1568), один з отаманів низових козаків в Україні.
Український літописець називає його «славним вершником і сильним воїном»[джерело?].
У січні 1568 року у складі коронного[джерело?] війська під командуванням гетьмана великого литовського Григорія Ходкевича брав участь на чолі загону запорозьких козаків під час Лівонської війни 1558—1585 років в осаді та штурмі московської фортеці Ули.
18 січня 1568 року Біруля Мадський на чолі козаків вперше здійснив напад на московське військо і, як писав тодішній історик: «сильный урон ему чинит». Його сином був Гаврило Біруля, теж козак.